# Alleringersleben
Alleringersleben is een plaats en voormalige gemeente in de Duitse deelstaat Saksen-Anhalt, en maakt deel uit van de Landkreis Börde.
Alleringersleben telt 449 inwoners.